# Červený Újezd u Votic (železniční zastávka)
Červený Újezd u Votic byl železniční zastávka ležící východně od obce Červený Újezd v okrese Benešov ve Středočeském kraji na trati Praha – České Budějovice. Zastávka byla otevřena roku 1957, provoz byl ukončen 2. dubna 2022 v souvislosti s budováním přeložky trati mezi Voticemi a Sudoměřicemi u Tábora.

## Uspořádání
Šlo o jednokolejnou zastávku s budovou dříve sloužící též jako závorářské stanoviště. Do první poloviny 90. let 20. století zde byla též výdejna jízdenek. Nástupiště bylo panelové typu SUDOP.

## Historie
Obec žádala o zřízení zastávky od roku 1955, žádost však nejprve byla odmítnuta, zejména pro velký sklon trati (11 ‰) v daném místě. Místní národní výbor obce se však snah nevzdal a po dlouhém přesvědčování byla zastávka roku 1957 vybudována, přičemž její stavbu zajistili místní občané v akci Z. Do zastávky bylo též přemístěno závorářské stanoviště z původních nevyhovujících objektů.
Poslední vlak v zastávce zastavil 1. dubna 2022 ve večerních hodinách. Provoz na celém traťovém úseku Votice – Sudoměřice u Tábora úplně utichl následující den ráno, kdy začala nepřetržitá, téměř tříměsíční výluka, během které je realizován přesmyk trati do nové stopy.
Zastávka byla od 1. září 2022, kdy byla ukončena náhradní autobusová doprava u osobních vlaků, nahrazena novou pod názvem Červený Újezd u Votic zastávka, která se nachází nedaleko původní zastávky, v obvodu nové stanice Červený Újezd u Votic